# Fallin' (Adrenaline)
Fallin' (Adrenaline) è un singolo della boy band statunitense Why Don't We, pubblicato nel 2020 ed estratto dal loro secondo album in studio The Good Times and the Bad Ones.

## Descrizione
La canzone utilizza un sample tratto dal brano Black Skinhead di Kanye West (2013).
Gli autori accreditati del brano sono Guy-Manuel de Homem-Christo, Corbyn Besson, Cydel Young, Daniel Seavey, Derrick Watkins, Elon Rutberg, Jonah Marais, Kanye West, Malik Jones, Michael Dean, Noah Goldstein, Sakiya Sandifer, Thomas Bangalter e Wasalu Jaco.

## Tracce
Download digitale
1. Fallin' (Adrenaline) – 3:36

Download digitale
1. Fallin' (Adrenaline) (GOLDHOUSE Remix) – 3:45

Download digitale
1. Fallin' (Adrenaline) (Live) – 3:37

Download digitale
1. Fallin' (Adrenaline) (Vion Konger Remix) – 3:24

Download digitale
1. Fallin' (Adrenaline) (James Hype Remix) – 4:09

Download digitale
1. Fallin' (Adrenaline) (Acoustic) – 3:36

Download digitale
1. Fallin' (Adrenaline) (Taska Black Remix) – 3:36

Download digitale
1. Fallin' (Adrenaline) (AB6IX Remix) – 3:36